# Stegovnik (potok)
Stegovnik je gorski potok v Karavankah, ki izvira na pobočjih istoimenske gore Stegovnik (1692 mnm) in se pri zaselku Medvodje izliva v Tržiško Bistrico. Potok tvori več skočnikov in slapov, med katerimi je največji Stegovniški slap. Stegovnik ima nedaleč od slapu stalni levi pritok, imenovan Sopotnica.